# ألبرت جي. غودارد
ألبرت جي. غودارد هو سياسي أمريكي، ولد في 15 يوليو 1863 في مقاطعة موسكاتاين في الولايات المتحدة، وتوفي في 20 أبريل 1958 في أوبورن في الولايات المتحدة. نشط حزبياً في الحزب الجمهوري. وقد انتخب عضو مجلس نواب واشنطن ‏.